# Стјепан Јершек Штеф
Стјепан Јершек Штеф (Јосиповац, 8. мај 1954) је хрватски певач народне (тамбурашке) музике.

## Биографија
Рођен је 1954. године у осјечком предграђу Јосиповцу у породици која је колонизована 1941. године из Загорја, а у којој се говорило загорским дијалектом. 
Музиком је почео да се бави 1969. године, када се учланио у забавну групу Бреза, која се осим забавне музике, бавила и поп и рок музиком. После 13 година отишао је у Хит, који је био активан око 10 година. Истовремено, био је члан више фолклорних друштава: Сељачка слога Бизовац, КУД Томислав Жупања и Осијек 1862, у којима се интензивно бавио тамбурашком музиком, по којој је најпознатији. 